# Euthesaura glycina
Euthesaura glycina är en fjärilsart som beskrevs av Turner 1922. Euthesaura glycina ingår i släktet Euthesaura och familjen Tineodidae. Inga underarter finns listade i Catalogue of Life.